# Huelga de Nueva Rosita

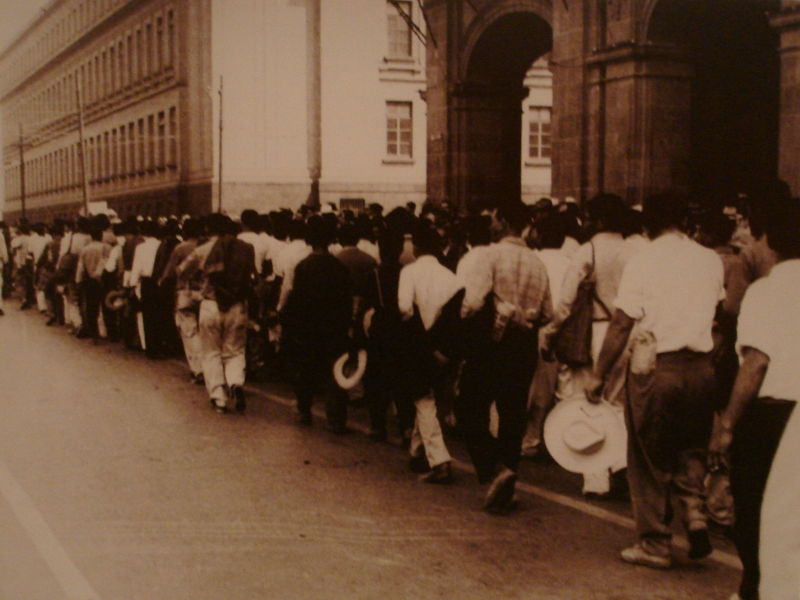
Caravana del hambre llegando al Zócalo de la Ciudad de México, 10 de marzo de 1951.

 La Huelga de Nueva Rosita fue una huelga laboral en el mineral de Nueva Rosita, Coahuila, México en contra de la empresa Mexican Zinc Co. en 1950–1951. El conflicto se prolongó por 6 meses sin solución satisfactoria para los trabajadores mineros.

## Antes
Durante el periodo presidencial de Miguel Alemán (1946-1952), después del fin de la Segunda Guerra Mundial, se impulsó un programa para modernizar la economía, con base en el desarrollo industrial del país, que implicaba afectar las conquistas de los trabajadores (el derecho a huelga, contratación colectiva, jornadas y salarios justos) establecidas en la Constitución Política de 1917 en favor de las empresas extranjeras. En respuesta hubo un importante movimiento sindical, el más grande hasta entonces en México. Los sindicatos mineros, petroleros y ferrocarrileros —que eran los más fuertes de la industria— se unieron y conformaron el "Pacto de Solidaridad, Amistad y Ayuda Mutua", en él manifestaban su desacuerdo con el programa de gobierno. Durante los 6 años de gobierno de Miguel Alemán se registraron más de medio millar de huelgas y paros laborales en toda la industria mexicana. 
Por su parte la Secretaría del Trabajo promovía la corrupción y división de los sindicatos mediante el financiamiento de nuevos sindicatos en las empresas, los llamados sindicatos charros, que después eran reconocidos como los oficiales por el Estado. Los líderes sindicales incorruptibles eran asesinados o encarcelados.

## La Huelga
En 1950, la Mexican Zinc Co., filial de la American Smelting and Refining Co. (ASARCO), había recortado las prestaciones de los trabajadores, además de que las condiciones laborales en la mina eran deplorables. El 17 de septiembre los mineros agrupados en la Sección 14, fracción I (pertenecientes a las minas de Nueva Rosita, Palau y Cloete) del Sindicato Industrial de Trabajadores, Mineros, Metalúrgicos y Similares de la República Mexicana (SITMMSRM), entregaron un pliego de violaciones al Contrato colectivo de trabajo y un emplazamiento a huelga para el 16 de octubre a la Junta de Conciliación y Arbitraje de la Secretaría del Trabajo, la cual resolvió apoyar a la empresa norteamericana; declaró improcedentes las demandas e inexistente la huelga. Los patrones de las minas contrataron 1,500 esquiroles y despidieron a los huelguistas. 
Nueva Rosita fue sitiada por el ejército, los soldados patrullaban las calles y disolvían a culatazos a todo grupo de más de tres personas. La prensa oficial acusaba a los huelguistas de flojos, alborotadores y comunistas.
Miguel Alemán declaró ilegal la huelga y el 20 de abril los mineros fueron regresados en un tren a Nueva Rosita. La ASARCO aceptó reinstalar sólo a 800 de los cerca de 3,000 trabajadores de Nueva Rosita y Cloete.